# تپه تخته قلعه
تپه تخته قلعه مربوط به دوره ساسانیان است و در شهرستان بجنورد، بخش مرکزی، دهستان بدرانلو، روستای دراغانلو واقع شده و این اثر در تاریخ ۲۸ شهریور ۱۳۸۶ با شمارهٔ ثبت ۱۹۶۹۸ به‌عنوان یکی از آثار ملی ایران به ثبت رسیده‌است.